# گورگن موسینیانتس
گورگن مکرتچی موسینیانتس (ارمنی: Գուրգեն Մկրտչի Մուսինյանց؛  زادهٔ ۱۶ مهٔ ۱۸۹۵ - درگذشته ۲ مهٔ ۱۹۶۷) دانشمند در زمینه هوامکانیک و استاد اهل ارمنستان بود. 

## زندگی‌نامه
وی در ۲۸ مه [سبک قدیمی: ۱۶ مه] ۱۸۹۵ در ایروان به دنیا آمد و از دانشگاه فنی دولتی بائومن مسکو (۱۹۱۸) فارغ‌التحصیل گشت. مکرتیچ موسینیاتس پدر وی بود. همچنین برندهٔ جوایزی همچون نشان لنین، نشان جنگ میهنی (درجه یک)، نشان پرچم سرخ کار، نشان ستاره سرخ، جایزه ژوکوفسکی و جایزه استالین شده است. وی در ۲ مهٔ ۱۹۶۷ در سن ۷۱ سالگی در مسکو درگذشت و در آرامستان دونسکوی به خاک سپرده شد.

## یادداشت
1. ↑  Դոնսկոե գերեզմանատուն
2. ↑  տեխնիկական գիտությունների դոկտոր
3. ↑  Պրոֆեսոր Ն․ Ժուկովսկու անվան կենտրոնական աերոհիդրոդինամիկական ինստիտուտ
4. ↑  աերոմեխանիկա